# Mohammad Hanif Atmar
Mohammad Hanif Atmar (en pachto: محمد حنیف اتمر), né le 10 septembre 1968 dans la province de Laghman, est un homme politique afghan.

## Biographie
D'ethnie pachtoune, il s'oppose aux moudjahidines pendant la guerre d'Afghanistan et rejoint le KHAD, le service de renseignement de la république démocratique d'Afghanistan. En 1987, il perd une jambe en défendant Jalalabad, puis s'exile au Royaume-Uni après la chute de Kaboul (1992).

### Exil au Royaume-Uni
Il étudie à l'université d'York et obtient un diplôme en Technologies de l'information et un master en Développement rural, Relations internationales et Reconstruction post-guerre. En parallèle, il conseille des organismes humanitaires à propos de l'Afghanistan et du Pakistan. À partir de 1995, il travaille pour l'ONG norvégienne Kirkens Nødhjelp.
En 2001, il est nommé directeur général adjoint du Comité international de secours pour l'Afghanistan. Après les attaques du 11 Septembre et les accords de Bonn, il regagne l'Afghanistan.

### Postes ministériels
À partir de 2002, il occupe plusieurs postes ministériels successifs. D'abord ministre de la Réhabilitation rurale et du développement dans le gouvernement de transition, il est reconduit à ce poste dans le premier gouvernement d'Hamid Karzaï (2004-2006), puis obtient le portefeuille de l'Éducation (2006-2008). En 2008, il devient ministre de l'Intérieur (en), mais est démis de ses fonctions en juin 2010 à la suite d'une attaque par les Talibans.
En 2011, il adhère au nouveau parti multi-ethnique Vérité et justice, dont il devient l'un des leaders. De 2014 à 2018, il sert comme conseiller en sécurité nationale auprès d'Ashraf Ghani, avant de démissionner à la suite de désaccords. Peu de temps après, il annonce sa candidature pour l'élection présidentielle de 2019, avant de retirer sa candidature. En avril 2020, il est nommé ministre des Affaires étrangères à titre intérimaire par Ashraf Ghani. Le 21 novembre suivant, il est investi par la Chambre du peuple par 197 des 246 députés présents, en même temps que huit autres ministres. Il prend officiellement ses fonctions le 4 février 2021.
La prise de Kaboul par les talibans le 15 août suivant entraîne la chute du régime. Le lendemain, Hanif quitte le pays à bord d'un avion turc en compagnie d'autres personnalités politiques afghanes.